# Blessac

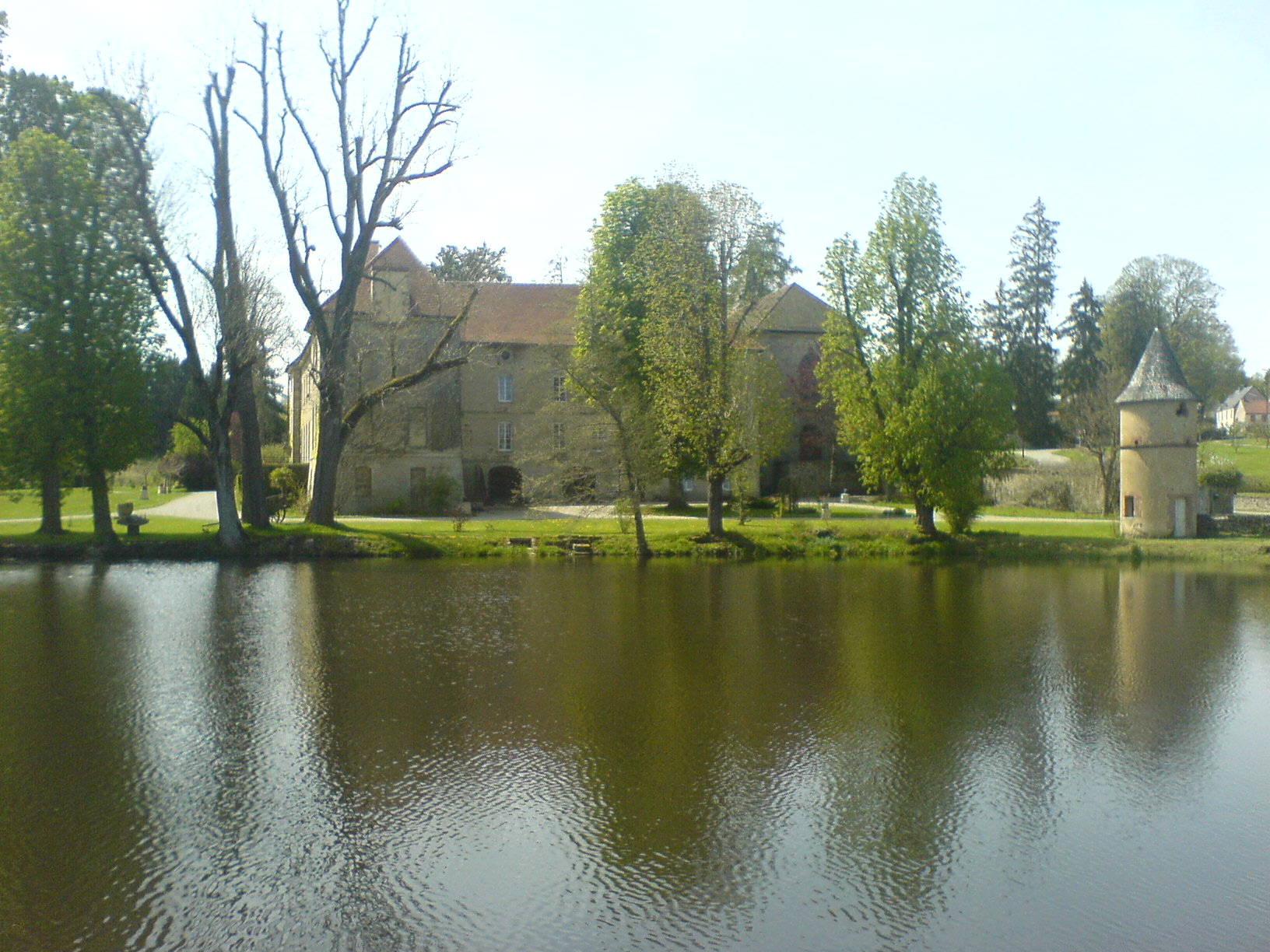
Zamek w Blessac (2010)

Blessac – miejscowość i gmina we Francji, w regionie Nowa Akwitania, w departamencie Creuse.
Według danych na rok 1990 gminę zamieszkiwało 495 osób, a gęstość zaludnienia wynosiła 28 osób/km² (wśród 747 gmin Limousin Blessac plasuje się na 257. miejscu pod względem liczby ludności, natomiast pod względem powierzchni na miejscu 389.).

## Populacja

Populacja Blessac w latach 1962–2008